# Elaphoglossum denudatum
Elaphoglossum denudatum är en träjonväxtart som först beskrevs av Jenm., och fick sitt nu gällande namn av William Ralph Maxon och Conrad Vernon Morton. Elaphoglossum denudatum ingår i släktet Elaphoglossum och familjen Dryopteridaceae. Inga underarter finns listade.